# Красюковский
Красюковский — хутор в Подгоренском районе Воронежской области.
Административный центр Большедмитровского сельского поселения.

## География
На хуторе имеется одна улица — Центральная.

## Население
| 2010 |
| ---- |
| 286  |